# Parque nacional de Wango
El Parque Nacional de Wango (en francés : Parc national de Wango) es un área protegida de Malí. Fue creado el 16 de enero de 2002 y abarca 534 km² (206,2 mi²).
El parque se encuentra en el sur del país y fue creado principalmente para la conservación de los chimpancés. Su clima es templado, la temporada de lluvias se extiende entre junio y octubre. 